# 호즈쿄역
호즈쿄역(일본어: 保津峡駅, ほづきょうえき 호즈쿄우에키[*])은 일본 교토부 가메오카시에 위치한 서일본 여객철도의 역이다. 구 호즈쿄역의 소재지는 교토시 사이쿄 구였지만 현재의 역은 승강장 중앙부의 바로 아래에 시계 역할을 하는 호즈카와 강이 흐르고 있기 때문에 승강장의 일부와 역사는 가메오카시에 있으며 소재지도 가메오카시로 표기되어 있다.

## 역 구조
상대식 승강장으로 2면 2선의 교량 상의 고가역으로 무인역이다. 우마호리 역 방면에 선로 밑의 통로가 있어 반대쪽 승강장과의 횡단 역할을 하고 있다. 승강장에서 호즈카와 강 및 호즈 협곡의 유람선이 보인다.
이코카 및 제휴 교통카드의 사용이 가능하다.

### 승강장
| 1 | ■ 사가노 선 | 교토 방면                           |
| 2 | ■ 사가노 선 | 가메오카 · 소노베 · 후쿠치야마 방면 |

## 역사
- 1929년 8월 17일: 일본국유철도 산인 본선 사가아라시야마 ~ 가메오카 간에 마쓰오야마 신호장이 개설되었다.
- 1936년 4월 15일: 역으로 승격하여 호즈쿄 역으로서 개업하였다.
- 1987년 4월 1일: 민영화에 따라 서일본 여객철도의 소속이 되었다.
- 2003년 11월 1일: 이코카의 사용이 가능해졌다.

## 인접정차역
| 서일본 여객철도 산인 본선 | 서일본 여객철도 산인 본선 | 서일본 여객철도 산인 본선 |
| ------------------------- | ------------------------- | ------------------------- |
| 사가아라시야마 교토 방면  | ■ 사가노 선 보통          | 우마호리 소노베 방면      |